# Hapkido
A hapkido egy koreai harcművészet.

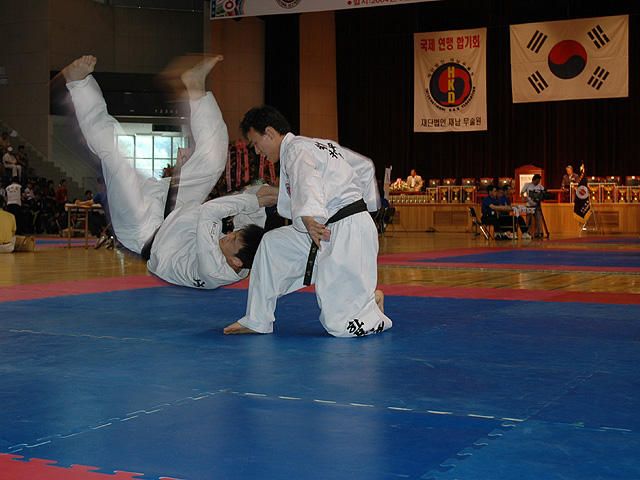
Egy hapkido dobás

Amíg a taekwon-do az ütő-rúgó iskolát, addig a hapkido a dobó-feszítő-csavaró iskolát képviseli, rengeteg rúgástechnikával. Az önvédelmi technikákat ugyanolyan hatékonysággal kell tudni használni, mint a rúgástechnikákat. A hapkidót Magyarországon 2001 óta gyakorolják.

## Nevének eredete
- hap: harmónia, összehangolás vagy összejövetel
- ki: életenergia, erő
- do: ösvény vagy út

A hapkido szó tehát az „elme, a test és a világegyetem szellemének összehangolását” jelenti. Szó szerint: az erő (ki) és harmónia (hap) útja (do).

## Története

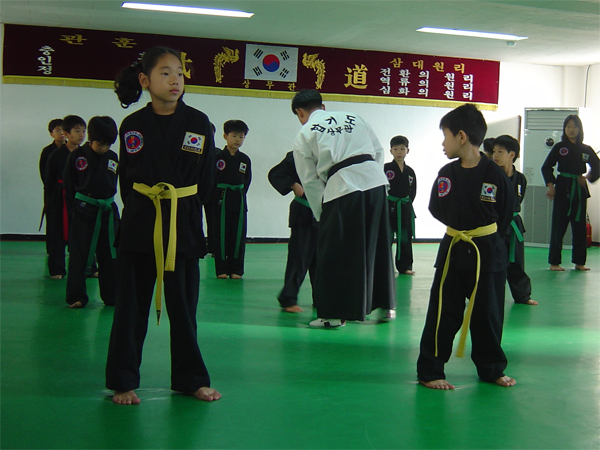
Egy hapkido edzőterem

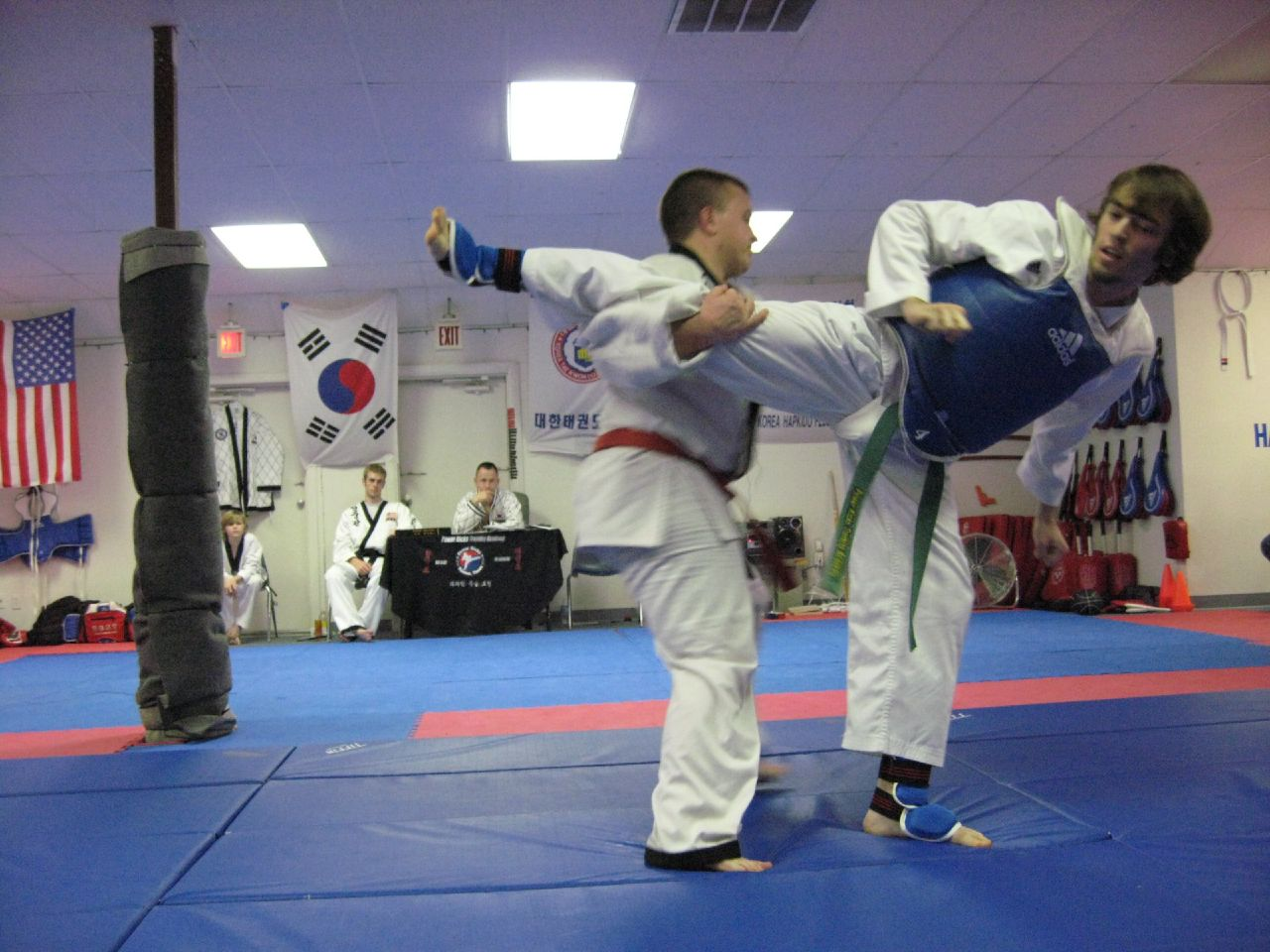
Küzdelem

A hapkido története a Japánhoz közeli kelet-ázsiai félsziget, a későbbi Korea egyesítésében nagy szerepet játszó Sylla dinasztia (Kr. e. 57 – Kr. u. 936) idején élő hwa rang harcosokkal kezdődik. A hwa rangok az európai lovagokhoz, illetve japán szamurájokhoz hasonlóan nemesek voltak, akik nemcsak a művészetekben, hanem a buddhista filozófiában is jártasak voltak.
Mivel tanaival a harci művészetek gyakorlása kevésbé volt összeegyeztethető, a konfucianizmus bevezetése arra kényszerítette a harcosokat, hogy csatlakozzanak az elzárt hegyi kolostorokban élő buddhista szerzetesekhez.
Kína és Korea buddhista szerzetesei elképzeléseiket gyakran megosztották egymással, így ápolva és fejlesztve harcművészetüket. Időközben a kiújuló háború Japán és Korea közt az utóbbi elfoglalásához vezetett. A japánok célja a koreai kultúra elpusztítása, ezáltal Koreának a japán birodalomba való beépítése volt. Amíg a koreai harcművészetek gyakorlása tilos volt, addig japán stílust bárki űzhetett. Számos koreai azonban buddhista szerzetesektől kezdte el tanulni saját harci művészetüket, amelyet azután titokban gyakoroltak.
A második világháborúban elszenvedett japán vereség után Korea visszanyerte függetlenségét, így a hazai harcművészetek tanulása és oktatása szabaddá vált. A harci művészeteket gyakorló Ji Han Jae a Japánból visszahozott technikákat Choi Yong Sooltól tanulta, majd kombinálta őket a „Taoista Lee” néven ismert mesterétől tanult hagyományos koreai rúgó és fegyveres technikákkal, valamint a „Nagymama” néven elhíresült szerzetesnőtől átvett spirituális filozófiával. Ezek összességéből alakult ki a hapkido mai arculata.

## Sajátosságai
A hapkido számos más harcművészet hasonló filozófiáját foglalja magába, nagy hangsúlyt helyezve az elmére, a testre és a szellemre. Az edzésben pontosságot és kitűnőséget, a társadalomban felelősségvállalást és az erő megfelelő használatát követeli meg.
A hapkido egyediségét az jelenti, hogy alaptechnikák százaiból különböző variációk ezreit alkothatjuk meg ösztönös kombinációval. A művészet alapítói meglévő harcművészetekből válogattak ki a készségeket és technikákat, és sikeresen olvasztották őket egybe új ötletekkel, megtartva azonban a harcművészetek jelentősebb elemeit. A hapkido technikái közé sorolhatók tehát csapások, rúgások, blokkok, fogások, ízületi feszítések, fojtások, dobások, gurulások, esések, földharci és fegyveres elemek, valamint a meditáció.
A hapkidót kemény és finom technikák is jellemzik; ennek köszönhető a minden helyzetben fennálló, állandó készenlétet kiváltó erőegyensúly. A kemény technikák közé tartoznak az ütések, rúgások, csapások és blokkok, míg a lágy technikák a könnyed és folyamatos körkörös mozgással egyesítik az ellenfél erejét.
Ezt a harci módot követve a teljes test által létrehozott erővel váltunk gyakran az erősen támadó és védekező formák közt. A hapkidóban a fizikai technikák és a test és tudás finomításán túl erős hangsúlyt kap a spirituális oldal, azaz az érzelmi stabilitás, a szellemi béke és magabiztosság fejlesztésére használt meditáció és gyógyító technikák.
A hapkido technikák könnyű alkalmazhatósága teszi lehetővé, hogy számos szituációban használhatóak legyenek és hozzájáruljanak a fizikum, a személyiség és az életvezetés fejlesztéséhez. Napjainkban mind öregek és fiatalok, férfiak és nők, tanulók és dolgozók, minden társadalmi státuszúak gyakorolják a hapkido művészetét. Ezt az ősi művészetet űzve mindenki megtalálja annak hasznát, az alapvetéseket, melyeket alkalmazhat a mindennapi életében.

## Három elsődleges alapelve
1. A Víz Alapelve:
Noha a víz egyike a természet leglágyabb anyagainak, hatalmas erővel bír. A legmagasabb pontról a legalacsonyabbig egy csepp energia elvesztése nélkül jut el, miközben áramlásával köveket képes kettévágni, mély szurdokokat hozva létre. A hapkidósnak meg kell tanulnia úgy folyni, mint a víz.
2. A Körkörös Erő Alapelve:
A körkörös erő alapelve a természet lényeges princípiuma. Egy a körkörös erő elve alapján végrehajtott önvédelmi technika során erő sose találkozik erővel; az erőt eltérítjük. A hapkidót gyakorló az ellenfél erejét használja fel, hogy legyőzze azt.
3. Az Egység (harmónia) Alapelve:
A hapkido harmadik alapelve az egység, melyet a víz és a körkörös erő alapelve alkotnak. Az egység alapelve természetes, és környezetünkben számos példájával találkozhatunk; a lényegi ellentétben állók közt létrejött harmónia által létrehozott erőegyensúlyt fejezi ki. Ilyenek a világosság és a sötétség, a meleg és a hideg, és a férfi és a nő. Egyik nem létezhet a másik nélkül. A körkörös erő és a víz alapelvét együttesen elsajátító hapkidót gyakorló valós egyensúlyt teremt elméje és teste közt. Ez az egység (harmónia) alapelve.

## Az öt szabály
1. Légy hűséges hazádhoz!
2. Engedelmeskedj szüleidnek és tanítóidnak!
3. Légy bizodalommal barátaid iránt!
4. Bátran nézz szembe ellenségeddel!
5. Igazságos ügyért használd harci tudásod, sose ok nélkül!

## A kilenc erény
1. Emberiesség
2. Igazságosság
3. Udvariasság
4. Bölcsesség
5. Bizalom
6. Jóság
7. Erényesség
8. Hűség
9. Bátorság

## Mozgásanyaga
A hapkido mozgásanyaga: eséstechnika, légzéstechnika; önvédelem csuklótámadások, ruhafogások, fojtások, lefogások, ütések, rúgások és eszközös támadások ellen, eszközhasználat, illetve töréstechnika.
Az eséstechnika lényege a félelem nélkül való, biztonságos esés elsajátítása. Az önvédelmi gyakorlatok szolgálnak a szabadulások, illetve a csukló-, kar- és lábfeszítéseken, illetve csavarásokon alapuló technikák tanulására; a haladóbbak ismerik a különféle dobásokat és az idegpontokat is. Az eszközös támadások elleni gyakorlatok késes és pisztolyos támadási formákra adnak megoldási variációkat. A leggyakrabban oktatott eszközök a rövid bot, a hosszú bot, a sétabot és a legyező. Az elsajátított ismeretek illusztrálásra kedvelt módszer a töréstechnika.

## A hapkido Magyarországon
A hapkidót Magyarországon 2001 óta gyakorolják.

### A 2007-es Hapkido Jin Jung Kwan Európa-bajnokság magyar eredményei

#### DIAMOND Sportegyesület és Harcművészeti Iskola[1]
Jin Jung Kwan Budapest
https://www.Hapkidosuli.hu
- Schmidt Márton (12 éves) – rúgástechnika – aranyérem
- Ébend Gábor (39 éves) – küzdelem – aranyérem
- Mile Mónika (28 éves) – eséstechnika – aranyérem
- Karsay Ágnes (23 éves) – rúgástechnika – ezüstérem
- Karsay Ágnes – eséstechnika – ezüstérem
- Schmidt Márton – eséstechnika – bronzérem
- Ébend Gábor – eséstechnika – bronzérem
- Ébend Gábor – töréstechnika – bronzérem – megosztva

( Daehanminguk Hapkido Hungary Archiválva 2017. június 29-i dátummal a Wayback Machine-ben)
- Kiss Tibor – önvédelem – aranyérem
- Kiss Tibor – eséstechnika – bronzérem
- Kiss Tibor – küzdelem, 82 kg+ – ezüstérem

### A 2009-es Európa-bajnokság magyar eredményei
( Daehanminguk Hapkido Hungary Archiválva 2017. június 29-i dátummal a Wayback Machine-ben)
- Soproni Tamás – küzdelem, nem dan, 76–82 kg – aranyérem
- Daróczi-Szabó Márta – küzdelem, nem dan, 50–56 kg – ezüstérem
- Daróczi-Szabó Márta – rúgástechnika – bronzérem
- Palancsa Zsolt – küzdelem, nem dan, 76–82 kg – bronzérem
- Porkoláb Dezső – küzdelem, nem dan, 82 kg+ – 4. hely
- Daróczi-Szabó László – önvédelem, 18 év feletti, nem dan – 4-9. hely
- Ónodi Gábor – küzdelem, nem dan, 82 kg+ – 5-7. hely

#### Máté Taekwondo & Hapkido Közhasznú Sportegyesület
- Máté Zsolt – önvédelem, 1-3. dan – aranyérem
- Máté Zsolt – rúgástechnika, 1-3. dan – aranyérem
- Máté Zsolt – eséstechnika, 1-3. dan – ezüstérem
- Máté Gergő – rúgástechnika, 1-3. dan – ezüstérem
- Máté Gergő – töréstechnika (gyorsasági törés 4 magasságban), 1-3. dan – bronzérem
- Nagy Péter – küzdelem 98 kg+ 1 dan – aranyérem
- Nagy Péter – töréstechnika (erő törés kézzel) 1 dan – aranyérem

2013 Universum Hapkido Közhasznú sportegyesület
Nagy Péter – küzdelem 92 kg 1 dan – aranyérem
Nagy Péter – önvédelem 1 dan aranyérem
Nagy Péter – töréstechnika (erő törés kézzel) 1 dan aranyérem
2011 Daehanminguk Hapkido Európa-bajnokság
Daehanminguk Hapkido Hungary eredményei:
5 db arany – 1. hely
3 db ezüst – 2. hely
6 db bronz – 3. hely
1 db 4. hely (4-es döntő volt, 4 pár, ott lettek a srácok negyedikek két forduló után, abban a döntőben az első hely is a miénk lett!)
11 ország – 126 versenyzője versengett 6 versenyszám 29 technikai kategóriájában és 21 súlycsoportban küzdelemben!
A mieink 11 technikai és 8 küzdelmi kategóriában képviseltették magukat.
19 kategóriából, amiben indultunk 13-ban érmet hoztunk.
Részletesen az érmeseink:
Varga László 3. hely 9-13 év eséstechnika
Simkó Dániel 1. hely 9-13 év eséstechnika
Farkas Attila 1. hely 18+ ffi eséstechnika
Szabó Sára Anna 3. hely 9-13 év rúgástechnika
Ványi Gergő 2. hely 9-13 év rúgástechnika
Daróczi-Szabó László 3. hely dan rúgástechnika
Borsiczky Tamás 3. hely 54–59 kg szabadküzdelem
Tímár Gábor 2. hely 44–49 kg szabadküzdelem
Ványi Gergő 1. hely 49–54 kg szabadküzdelem
Vörös Tamás 3. hely 59–64 kg szabadküzdelem
Farkas Attila 2. hely 59–64 kg szabadküzdelem
Verebi Róbert – Soproni T. 1. hely 10-7 gup önvédelem
Gecse László – Darócz-Sz. László 3. hely 10-7 gup önvédelem
Farkas Attila – Vörös Tamás 1. hely 6-4 gup önvédelem
Porkoláb Dezső – Horváth Attila 4. hely 6-4 gup önvédelem
2012. február 3-5. Tökölön a X. Juhász Ferenc Nyílt Kempo Világbajnokság
Önvédelem kategória
- Daróczi-Szabó Márti és partnere Daróczi-Szabó László a kategóriájukban világbajnokok lettek
- Daróczi-Szabó László (partnere Vörös Tamás) a kategóriájukban a 4. helyen végeztek
2012. május 19.
A Daehanminguk Hapkido Hungary Budapesten rendezte meg nyílt magyar bajnokságát
eredmények ide kattintva megtekinthetők!
2016. GHA (Global Hapkido Association) Hapkido szervezet világbajnokság:
Daehanminguk Hapkido Hungary csapata részt vett és
- * * * * * * * Demo (bemutató) csapatok versenyében – 1. hely, világbajnokok lettek * * * * * *
- 2024. január 26. Beindul a Hapkido edzőképzés Magyarországon A Hapkidosulival beindul Budapesten és vidéken, részben távoktatásban több mester bevonásával a Hapkido edzőképzés.
- bővebb információ: http://www.Hapkidosuli.hu